# 四角管象牙贝
四角管象牙贝（学名：Entalina quadrangularis），是斜口象牙贝目斜口象牙贝科Entalina属的一种。主要分布于中国大陆、台湾，常栖息在潮下带至水深数十米。